# Bundesehrenpreis
Mit dem Bundesehrenpreis werden Betriebe der Lebensmittelbranche ausgezeichnet, die bei den DLG-Qualitätsprüfungen der letzten Jahre die besten Gesamtergebnisse erzielten. Der Preis wird vom Bundesministerium für Ernährung und Landwirtschaft vergeben.

## Backwaren
Es werden jährlich ca. 10 Betriebe ausgezeichnet (ohne Abstufung). Die zuletzt ausgezeichneten sind (Stand 2020):
- Globus Handelshof St. Wendel, Betriebsstätten Isserstedt und Freilassing
- Bäckerei-Konditorei-Café Arenhövel, Sassenberg
- Helbing mein Lieblingsbäcker, Leinefelde-Worbis
- Backstube Wünsche, Gaimersheim
- Harald Fuchs Bäckerei-Konditorei, Bamberg
- Harry-Brot, Betrieb Hannover
- Sinnack Backspezialitäten, Bocholt
- Kuchenmeister, Soest

## Bier
Die Auszeichnung wird an ca. 20 Brauereien vergeben, jedoch davon nur eine in Gold. Den Bundesehrenpreis in Gold erhielten:
- 2022 Strecks Brauhaus
- 2021 Brauerei Ustersbach
- 2020 Privat-Brauerei Schmucker, Mossautal
- 2019 Brauerei S. Riegele, Augsburg
- 2018 Brauerei S. Riegele, Augsburg
- 2017 Brauerei S. Riegele, Augsburg
- 2016 Schlossbrauerei Maxlrain
- 2015 Privat-Brauerei Schmucker, Mossautal
- 2014 Distelhäuser Brauerei, Tauberbischofsheim
- 2013 Privatbrauerei Waldhaus
- 2012 Schlossbrauerei Maxlrain
- 2011 Biermanufaktur Engel, Crailsheim
- 2010 Hirsch-Brauerei, Wurmlingen
- 2009 Distelhäuser Brauerei, Tauberbischofsheim

## Fruchtgetränke
Die Auszeichnung wird an ca. 20 Betriebe vergeben, jedoch davon nur eine in Gold. Den Bundesehrenpreis in Gold erhielten:
- 2023 Wolfra, Erding[1]
- 2020 Molkerei Gropper, Bissingen
- 2019
- 2018
- 2017 Haus Rabenhorst
- 2016 Lindauer Bodensee-Fruchtsäfte
- 2015 Katlenburger Kellerei
- 2014 Wesergold-Gruppe
- 2013 Katlenburger Kellerei
- 2012 Wesergold-Gruppe
- 2011 Katlenburger Kellerei[2]

## Milcherzeugnisse
Die Auszeichnung wird an 12 Betriebe vergeben, darunter:
2020
- Molkerei Gropper, Bissingen
- Hohenloher Molkerei, Schwäbisch Hall
- Zott, Mertingen
- Karwendel-Werke, Buchloe
- J. Bauer, Wasserburg
- Elsdorfer Molkerei, Elsdorf

2019
- Molkerei Gropper, Bissingen
- Karwendel-Werke, Buchloe
- Zott, Mertingen

2018
- Molkerei Gropper, Bissingen
- Karwendel-Werke, Buchloe
- Zott, Mertingen

2017
- Molkerei Gropper, Bissingen
- Karwendel-Werke, Buchloe
- Zott, Mertingen

2016
- Bayerische Milchindustrie, Werk Würzburg
- Molkerei Gropper, Bissingen
- Karwendel-Werke, Buchloe
- Zott, Mertingen

2015
- Arla Foods, Niederlassung Pronsfeld
- J. Bauer, Wasserburg
- Molkerei Gropper, Bissingen
- Karwendel-Werke, Buchloe
- Zott, Mertingen[3]

2014
- Arla Foods, Uphal
- Bayerische Milchindustrie, Würzburg
- Molkerei Gropper, Bissingen
- Münsterländische Margarine-Werke, Rosendahl
- Karwendel-Werke, Buchloe
- Käserei Altenburger Land, Lumpzig
- Käserei Loose, Leppersdorf
- Münsterländische Margarine Werke, Rosendahl
- J. Bauer, Wasserburg
- Schwarzwaldmilch, Freiburg
- TURM-Sahne, Oldenburg
- Zott, Mertingen

2013
- Karwendel-Werke, Buchloe
- Zott, Mertingen

2012
- Karwendel-Werke, Buchloe
- Milch-Union Hocheifel, Pronsfeld
- Münsterländische Margarine-Werke, Rosendahl
- Zott, Mertingen

## Spirituosen
Die Auszeichnung wird an ca. 20 Betriebe vergeben, jedoch davon nur eine in Gold. Den Bundesehrenpreis in Gold erhielt von 2011 bis 2015 jährlich die Spezialitätenbrennerei Norbert Winkelmann, 2016 und 2017 das Weingut & Edelbrennerei Bernd Gemmrich aus Beilstein.

## Wein
Die Auszeichnung wird an ca. 20 Winzer vergeben, jedoch davon nur eine in Gold. Den Bundesehrenpreis in Gold („Winzer des Jahres“) erhielten:
- 2008 Weingut August Ziegler, Maikammer
- 2009 Weingut August Ziegler, Maikammer
- 2010 Weingut Anselmann, Edesheim
- 2011 Privatkellerei-Weinbau Rolf Willy, Nordheim (Württemberg)
- 2012 Weingut Geiger & Söhne, Thüngersheim
- 2013 Weingut Ernst Bretz, Bechtolsheim
- 2014 Weingut August Ziegler, Maikammer
- 2015 ... 2018
- 2019 Weingut Bärenhof, Bad Dürkheim-Ungstein

## Wurst- und Fleischwaren
Es werden jährlich 12 Betriebe ausgezeichnet (ohne Abstufung). 2018 waren die Preisträger:
- Daum + Eickhorn Fleischwaren, Wermelskirchen
- Metzgerei Ludwig Haller, Murnau am Staffelsee
- Metzgerei Giray, Lindenberg im Allgäu
- Metzgerei Heindl, Untergriesbach
- Metzgerei Obermaier, Pliening
- Schwäb. Wurstspezialitäten Nothwang, Bad Friedrichshall
- Südbayerische Fleischwaren, Obertraubling
- Privatfleischerei Arnold, Kraupa
- Edeka Südwest Fleisch, Rheinstetten
- Wilhelm Brandenburg, Frankfurt
- Kaufland Fleischwaren SB, Neckarsulm
- Feneberg Lebensmittel, Kempten (Allgäu)

## Verarbeitete Obst-, Gemüse- und Kartoffelprodukte
Im Jahr 2017 hat das Bundesministerium für Ernährung und Landwirtschaft (BMEL) zum ersten Mal drei obst-, gemüse- und kartoffelverarbeitende Unternehmen mit Bundesehrenpreisen ausgezeichnet.